# 大鳞巢蕨
大鳞巢蕨（學名：Asplenium antiquum）也称山蘇花，簡稱山蘇，又名鳥巢蕨，为鐵角蕨科鐵角蕨屬下的一個種。

## 分布
山蘇分布東亞，生長在韓國、中國大陆、日本、台灣的潮濕中低海拔山區。以臺灣的氣候而言，分布海拔約50~870公尺，其中最適海拔為400~1200公尺。其生長多數附生於樹上或其他高大植物上。
國際自然保護聯盟（IUCN）將其列為瀕危物種。

## 用途
山蘇可以食用，口感青脆爽口。目前已有人工種植。